# 朝鮮精神科医ユ・セプン
『朝鮮精神科医ユ・セプン』（朝: 조선 정신과 의사 유세풍、英: Poong, the Joseon Psychiatrist）は2022年8月1日から9月6日までtvNで放送されていた大韓民国のテレビドラマである。内医院（宮廷医官）だった主人公が地方へ追放されたが、主人公の影響を受けた未亡人が医師として変貌していくメディカルラブコメディ時代劇。

## あらすじ
時は朝鮮時代。当時、最難関だった科挙に合格し、内医院で働いていたユ・セプン（キム・ミンジェ）は国王を死なせてしまった責任を取り、宮廷から追放された。なんと漢陽から離れた村にまで来ていた。村民の治療に携わるうちに長期間、村で滞在してしまった。しかし、地方の村の医師のケ・ジハン（キム・サンギョン）と偶然、出会うことになる。そこに未亡人のソ・ウヌ（キム・ヒャンギ）にセプンから影響を受け、医学を学ぶようになる。3人は協力していくことになるが…。

## キャスト

### 主要人物
ユ・セプン：キム・ミンジェ
主人公。元内医院医師。両班だった両親は早くに他界。
宮廷の何者かに仕組まれた罠に嵌り、地方へ追放された。陰謀に巻き込まれたショックで鍼灸が出来なくなる。
ソ・ウヌ：キム・ヒャンギ
ヒロイン。結婚当日に夫を亡くした未亡人。
セプンの影響で医師を目指すことになる。
ケ・ジハン：キム・サンギョン
もう1人の主人公。地方の村にあるケス医院の医師。
真面目な外見とは裏腹に心は優しい。セプンの治療に協力する。

### ケス医院の人々
マンボク：アン・チャンファン
セプンの家の使用人だったが、セプンと共に地方へ向かう。
おばあさん：チョン・グクヒョン
認知症を患う未亡人。
ナムへ宅（テク）：ヨン・ボラ
ケス医院を支える食事係。
イプブン：キム・スアン
ジハンの元で医学を学ぶ少女だが、学問が苦手。
ジャングン：ハン・チャンミン
ケス医院の薬剤管理を担う少年。

### 王宮
チョ・テハク：ユ・ソンジュ
左議政（チャイジョン）。
国を裏で動かす冷徹な男。前王の死に関与している。
シン・グィス：イ・ソファン
内医院御医（国王の主治医）。
前王の死に深く関与する。
国王：オ・ギョンジュ
朝鮮国王。前王の死を受け、王に即位。
濡れ衣を着せられたセプンを助けるため、地方へ追放。

### その他
チョ・シヌ：チョン・ウォンチャン
テハクの養子。ソラク村の監察御史。
イム・スンマン：キム・ヒョンムク
ソラク村の権力者。ジハンが開いたケス医院を排除しようとする。
ソ・ヒョンリョン：キム・ハクソン
ウヌの父親。ソラク村の県令。

### 特別出演
前王：アン・ネサン
国王の父。セプンの治療ミスで謎の死を遂げる。